# 张杰庭
张杰庭（1963年—），汉族，中华人民共和国政治人物、第十一届全国政协委员。
加入中国国民党革命委员会，担任北京市工商联副主席、锡华实业投资集团有限公司董事长。2008年，当选第十一届全国政协委员，代表教育界，分入第四十组。